# 한수현 (정치인)
한수현(韓秀鉉)은 대한민국의 정치인이다.

## 학력
- 서울산업대학교 기계공학과 졸업

## 경력
- 산들메 (삼보컴퓨터) 대표
- 인제군사회적경제지원센터장
- 인제군장애인보호작업장 운영위원

## 역대 선거 결과
|  | 19.40% |

|  | 45.16% |